# Barnens Egen Tidning
Barnens Egen Tidning (eller Barnens egen Tidning) var en "Illustrerad kristen barntidning för hemmet och söndagsskolan" som utgavs åren 1891 till 1974.
År 1948 utgavs den "med 40 minst åtta-sidiga nummer" av Baptistmissionens bokförlag och tidningen trycktes av Ernst Westerbergs Boktryckeri-A.B..